# Turcica
Turcica is een geslacht van weekdieren uit de klasse van de Gastropoda (slakken).

## Soorten
- Turcica admirabilis Berry, 1969
- Turcica caffea (Gabb, 1865)
- Turcica maculata (Brazier, 1877)
- Turcica monilifera A. Adams, 1854